# オルガ・フリッカー
オルガ・フリッカー（Olga Fricker、1902年7月19日 - 1997年11月20日）は、20世紀にアメリカ合衆国で活動したドイツ系カナダ人のバレエ指導者。
児童文学作品『ドリトル先生』シリーズで知られる小説家のヒュー・ロフティングは義兄（姉の夫）に当たる。

## 来歴
カナダ・トロント生まれ。エイミー・スタンバーグに師事した後、1930年代末に渡米しデトロイトでダンス学校の運営を引き継いだ。チェケッティ・メソッドの普及に尽力し、1971年に設立された全米チェケッティ評議会の創立メンバーとなっている。
姉・ジョセフィンの夫であるヒュー・ロフティングの絶筆作品となった『ドリトル先生と緑のカナリア』の資料収集にヒューの生前より協力し、その文才を高く評価されていた。ヒューが1947年に死去した後、ロサンゼルスへ転居して姉妹で遺稿整理に当たり、オルガ・マイクル（Olga Michael）名義で補作を担当した『緑のカナリア』は1950年に出版された。また、シリーズ最終作となった短編集『ドリトル先生の楽しい家』でも巻頭の登場人物紹介をオルガが執筆している。後年には『ドリトル先生』シリーズを脚色した子供向けの演劇作品「“Dr. Dolittle” Children's Performing Theatre」を上演した。
1997年死去。満95歳。